# Lastrea strigilosa
Lastrea strigilosa là một loài dương xỉ trong họ Dryopteridaceae. Loài này được Davenp. mô tả khoa học đầu tiên năm 1896.
Danh pháp khoa học của loài này chưa được làm sáng tỏ. 